# Bácsi község
Bácsi község (románul: Comuna Băcia) község Hunyad megyében, Romániában. Központja Bácsi, beosztott falvai Nagytóti, Petrény, Tompa.

## Népessége
A 2011-es népszámlálás adatai alapján a község népessége 1827 fő volt.